# George Sprague Myers
George Sprague Myers (2. února 1905, Jersey City, New Jersey – 4. listopadu 1985, Scotts Valley, Kalifornie) byl americký ichtyolog, herpetolog a akvarista. V letech 1938–1970 působil jako profesor biologie na Stanfordově univerzitě. Zabýval se především rybami Jižní Ameriky, vědecky popsal například tetru neonovou.